# Rosa Helfers
Rosa Helfers (geborene Boye; * 30. September 1885 in Hamburg-Bergedorf; † 1. März 1965 in Hameln) war eine deutsche Politikerin (SPD), Mitglied des Preußischen Landtages und Abgeordnete des Niedersächsischen Landtages.

## Leben
Nach Abschluss der Volksschule im Jahr 1900 arbeitete Helfers in den Jahren 1900 bis 1902 als Kindergärtnerin. Am 14. März 1902 heiratete sie in Hannover den Glasmacher Ludwig Helfers (* 21. Juli 1876 in Westendorf; † 10. November 1950 in Hameln). Um das Jahr 1907/1908 trat sie unter einem männlichen Pseudonym der Sozialdemokratischen Partei Deutschlands (SPD) bei. Ab dem Jahr 1911 betätigte sie sich in Hameln in der gewerkschaftlichen Jugendarbeit und der Gefangenenfürsorge und wurde dort im Jahr 1918 als einzige Frau Mitglied des Arbeiter- und Soldatenrates. Von 1919 bis 1928 wurde sie Stadtverordnete in der Stadt Hameln, sie zählte zu den Mitbegründerinnen der dortigen Arbeiterwohlfahrt (AWO) und der SPD-Frauengruppe, war bei den Naturfreunden und im Zentralverband proletarischer Freidenker aktiv. In den Jahren 1921 bis 1933 war sie Mitglied des Preußischen Landtages, Schwerpunkt ihrer Arbeit war die Sozial- und Jugendfürsorge.
Neben ihrer politischen Tätigkeit absolvierte sie eine Ausbildung als Gefängnisfürsorgerin und arbeitete ab dem Jahr 1928 als Oberin im Untersuchungsgefängnis Moabit. In den Jahren 1929 bis 1933 leitete sie das Frauengefängnis Berlin in der Barnimstraße als Direktorin. Im Jahr der Machtergreifung der Nationalsozialisten im Jahr 1933 wurde sie wegen ihrer Mitgliedschaft in der SPD entlassen. Ab 1935 wurde sie von der Gestapo beobachtet, im Rahmen der Aktion Gitter verhaftet und um 1944/1945 mehrere Monate im Arbeitserziehungslager Buchholz festgehalten und zog sich dort ein Nierenleiden zu.
Nach Ende des Zweiten Weltkrieges half sie beim Wiederaufbau der SPD und der Arbeiterwohlfahrt in Hameln und wurde im Dezember 1945 Mitglied des Rates der Stadt Hameln.
Rosa Helfers war vom 23. August 1946 bis 29. Oktober 1946 Mitglied des Ernannten Hannoverschen Landtages und Vorsitzende des Wohlfahrtsausschusses, vom 9. Dezember 1946 bis 28. März 1947 Mitglied des ernannten Niedersächsischen Landtages, und vom 20. April 1947 bis 30. April 1951 Mitglied des Niedersächsischen Landtages (1. Wahlperiode). Im Jahr 1952 legte sie aus gesundheitlichen Gründen alle politischen Ämter nieder.